# Beatrice Nedberge Llano
Beatrice Nedberge Llano (née le 14 décembre 1997) est une athlète norvégienne, spécialiste du lancer du marteau.

## Biographie
En 2016, elle remporte la médaille d'or du lancer du marteau lors des championnats du monde juniors, à Bydgoszcz, avec la marque de 64,33 m.
En 2019, elle réalise 71,43 m, un record de Norvège, lors de l'ASU Invitational de Tempe
.
En 2022 elle termine 3e des Championnats NCAA avec un nouveau record à 72,10 m. Elle est éliminée en qualifications aux championnats du monde puis aux championnats d'Europe.

### Palmarès
| Date | Compétition                   | Lieu       | Résultat | Épreuve           | Performance |
| ---- | ----------------------------- | ---------- | -------- | ----------------- | ----------- |
| 2015 | Championnats d'Europe juniors | Eskilstuna | 2e       | Lancer du marteau | 64,76 m     |
| 2016 | Championnats du monde juniors | Bydgoszcz  | 1re      | Lancer du marteau | 64,33 m     |

#### National
8 titres : 2015-2017, 2019-2021, 2023-2024.

### Records
| Épreuve           | Performance  | Lieu   | Date        |
| ----------------- | ------------ | ------ | ----------- |
| Lancer du marteau | 72,10 m (NR) | Eugene | 9 juin 2022 |